# Движение Сопротивления (Болгария)
Движение Сопротивления в Болгарии в 1941—1944 (болг. Партизанско движение в България) — организованное сопротивление силам нацистов и их союзников на территории Болгарии в 1941—1944 годы.
Поскольку антифашистское движение в Болгарии вели коммунисты и их союзники, в болгарской историографии «Движение Сопротивления в Болгарии» определяется как «Коммунистическое сопротивление в Болгарии в 1941—1944 годах» (болг. Комунистическа съпротива в България през периода 1941 — 1944 година).
Коммунистическим сопротивлением в Болгарии считаются все легальные и нелегальные действия болгарских коммунистов и их единомышленников, направленные на ослабление нацистской Германии и усиление СССР во Второй мировой войне, в период с 6 марта 1941 по 9 сентября 1944 года.

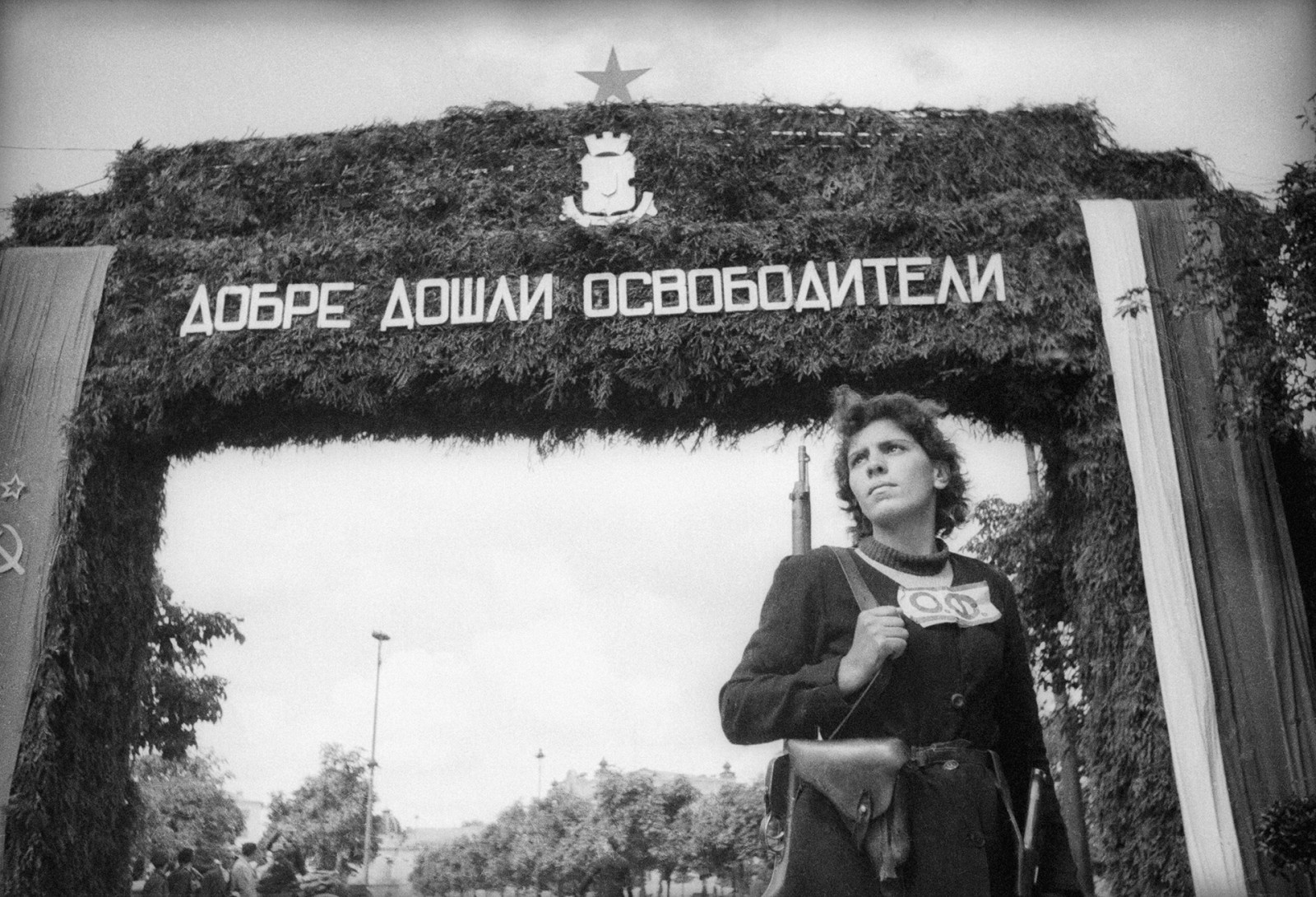
Болгарская партизанка у триумфальной арки. Фото Е. А. Халдея (ТАСС), 1944 год

## История

### Предшествующие события
1 марта 1941 года Болгария присоединилась к Тройственному пакту.
6 марта 1941 года Г. Димитров выступил с декларацией ("Декларация на работническата партия. Една фатална стъпка") о необходимости начать национально-освободительную борьбу против фашизма.
19-20 апреля 1941 года, в соответствии с соглашением между Германией, Италией и правительством Болгарии, части болгарской армии без объявления войны пересекли границы Югославии и Греции и оккупировали территории в Македонии и Северной Греции.
24 апреля 1941 года министр иностранных дел Болгарии Иван Попов и немецкий дипломат Карл Клодиус подписали секретное соглашение между Германией и Болгарией («договор Клодиус — Попов»), в соответствии с которым Третий Рейх получил право разработки месторождений и добычи полезных ископаемых в Болгарии, а Болгария обязалась выплатить долги Югославии перед Третьим Рейхом и взять на себя расходы по содержанию немецких войск в Болгарии.
22 июня 1941 года руководство Болгарской рабочей партии (легального крыла БКП) выступило с воззванием, в котором призвало болгарский народ «к борьбе против германского фашизма и поддержке справедливой борьбы СССР».

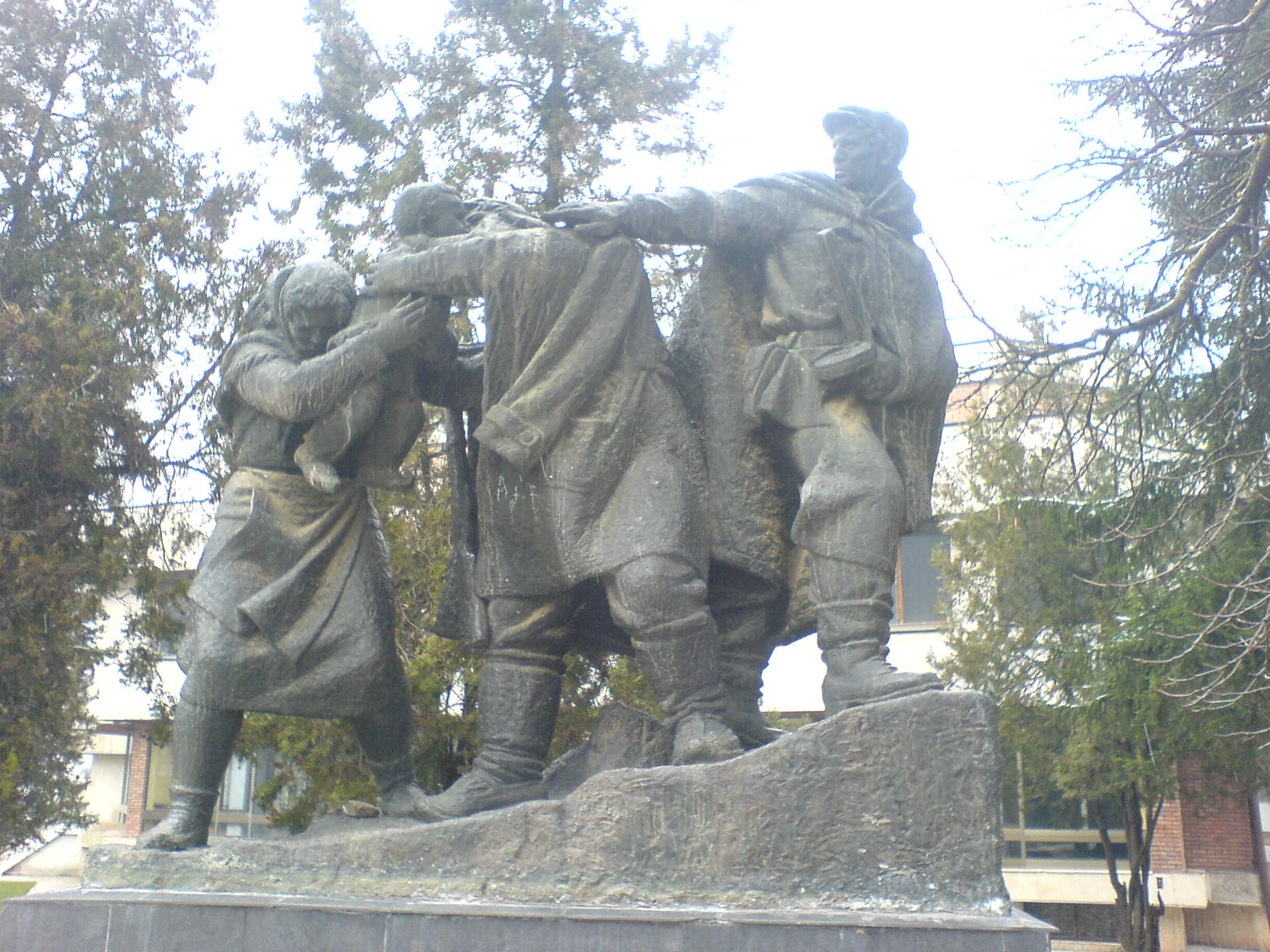
Памятник Трынскому партизанскому отряду в городе Трын

24 июня 1941 года состоялось совещание Заграничного бюро Коммунистической партии Болгарии, в котором приняли участие Георгий Димитров, Васил Коларов, Станке Димитров, Георгий Дамянов, полковник Христо Боев и полковник Иван Винаров. На совещании была разработана конкретная программа вооружённой борьбы, намечены действия по разложению болгарской армии, срыву снабжения германских войск, по развёртыванию партизанского движения и привлечению к антиправительственной борьбе всех потенциальных союзников. Также на совещании было принято решение направить в Болгарию несколько десятков подготовленных коммунистов-политэмигрантов для помощи болгарским коммунистам в организации антифашистского сопротивления.
2 августа 1941 г. руководитель Коминтерна — болгарский коммунист Георгий Димитров — написал И. В. Сталину:
По сведению ЦК нашей болгарской партии, положение в стране чрезвычайно напряжённое. Немцы производят усиленный нажим на Болгарию, чтобы она приняла активное участие в войне против Советского Союза. Царь Борис III и правительство, хотя и всё ещё колеблются, но готовятся к вступлению в войну. Между тем подавляющее большинство народа и солдатской массы относятся явно отрицательно. В связи с этим ЦК БКП запрашивает - как и в каких размерах СССР может оказать помощь в случае восстания в Болгарии. Очень прошу Ваших срочных указаний по этому поводу.
4 августа 1941 Сталин ответил:
Сейчас никакого восстания. Рабочих разгромят. Сейчас мы не можем оказать никакой помощи. Попытка поднять восстание будет провокацией.
5 августа 1941 Димитров направил члену ЦК БРП Антону Иванову следующую директиву:
После тщательного обсуждения вопроса в самом авторитетном месте пришли единодушно к выводу, что восстание в настоящих условиях было бы преждевременным и заранее обречено на разгром. Приступить к восстанию только тогда, когда будет возможно комбинированное действие изнутри и извне страны, что в данный момент ещё невозможно. Теперь надо накапливать силы, всемерно готовиться, укреплять позиции в армии и стратегических пунктах.

### Основные события
Первая группа «парашютистов» общей численностью 30 чел. была переброшена из СССР в Болгарию пятью рейсами по воздуху в период с середины сентября до первой половины октября 1941 года. В августе 1941 года ещё две группы «подводников» общей численностью 23 чел. были доставлены в Болгарию морем, на двух подводных лодках. Большинство «парашютистов» вскоре после приземления были схвачены и расстреляны, однако уцелевшие активно включились в движение Сопротивления. В общей сложности, в СССР были подготовлены и переброшены на территорию Болгарии 7 групп из болгарских политэмигрантов.
- 26 июня 1941 года в районе города Разлог был создан первый партизанский отряд, командиром которого стал Никола Парапунов («Владо»), секретарь окружного комитета БРП в городе Горна-Джумая[12].
- в августе 1941 года в Риле был создан второй партизанский отряд, имени Коста Петров, командиром которого стал Васил Демиревский (Жельо) и Асен Орански.[12];
- 2 сентября 1941 года в Родопах коммунисты города Батак сформировали третий партизанский отряд, командиром которого стал Георгий Чолаков[12];
- 15 октября 1941 года в районе села Чехларе Пловдивской околии был создан четвёртый отряд, командиром которого стал Сребрё Морозов[12].

В январе 1942 года Военный центр при ЦК БКП установил контакт с югославскими партизанами (в дальнейшем, между болгарскими партизанами и НОАЮ была установлена устойчивая связь).
В 1942 году Цвятко Радойнов разработал инструкцию «Советы четнику», которая в апреле 1942 года была утверждена ЦК БРП в виде инструкции для боевой подготовки партизан.
В мае 1942 года в предгорье Мурдаш начал действовать партизанский отряд «Чавдар»; в Пловдивской, Казанлыкской и Карловской околиях был сформирован партизанский отряд «Христо Ботев»; Кричимская нелегальная группа и Батакская чета создали партизанский отряд «Антон Иванов».
В середине 1942 года по инициативе БКП был создан Отечественный фронт антифашистских сил, в состав которого вошли БКП, социально-демократическая партия, Болгарский земледельческий народный союз, партия «Звено» и активисты из некоторых других общественных и политических организаций.
В ходе партизанской борьбы и подпольной деятельности движение понесло существенные потери: в течение 1941 года болгарская полиция разгромила 40 подпольных организаций, в 1942 году — 178 организаций, в 1943 году — 160 организаций. В общей сложности, только в период с июня 1941 года до июня 1942 года за участие в антифашистской деятельности было привлечено к суду 42 тыс. человек, 1116 из них были приговорены к смертной казни, ещё 963 — к пожизненному заключению.
- 26 июня 1942 года, после завершения судебного процесса над группой «парашютистов» в Софии были расстреляны руководитель Военной комиссии ЦК БКП полковник Цвятко Радойнов, его помощники Никола Вапцаров, Атанас Романов, Антон Попов и ещё 14 активистов.
- летом 1942 года в Пловдиве была расстреляна группа коммунистов во главе с членом ЦК БКП Петром Ченгеловым. В это же время властями были арестованы секретарь ЦК БКП Трайчо Костов и несколько других активистов.
- летом 1943 года в бою с полицией погиб Эмил Марков, заместитель председателя Военной комиссии ЦК БКП.
- 9 декабря 1943 года попал в засаду и погиб член ЦК Никола Парапунов.
- 8 февраля 1944 года полицейскими был застрелен один из руководителей подполья Христо Михайлов.

10 апреля 1943 года министерство внутренних дел Болгарии издало приказ № 3928, в соответствии с которым задачи борьбы с партизанским движением были возложены на полицию, однако полицейским было разрешено привлекать к участию в борьбе с партизанами воинские части болгарской армии.
6 июня 1943 года была издана «Инструкция по борьбе с партизанами», началось обучение военнослужащих болгарской армии ведению антипартизанских боевых действий.
В январе 1944 года правительственные войска провели операцию по уничтожению партизан в районе Видина, в которой участвовали 6-я пехотная дивизия болгарской армии и полиция.
26 января 1944 года правительство Болгарии приняло закон о создании жандармерии — специальных военно-полицейских частей, на которые была возложена борьба с партизанами. 15 февраля 1944 года началось создание вооружённых полувоенных отрядов из сторонников правительства («Обществена сила»).
В начале марта 1944 в СССР была подготовлена группа под руководством Жечо Гюмюшева (пять болгарских коммунистов и два югослава), которая должна была высадиться на территории Югославии и оттуда через границу перейти на территорию Болгарии. Однако во время полёта над Карпатами самолёт попал в снежную бурю, потерял ориентировку, управление и разбился, врезавшись в горную вершину. Группа погибла в полном составе.
В июне 1944 года на территории Черногории, в горном массиве Цырни-Кук, в районе действий Босненской партизанской бригады НОАЮ были сброшены полковник Иван Винаров, Радил Иванов и Димитр Гилин, а позднее ещё четыре парашютиста, которые установили контакты с югославскими партизанами и приступили к формированию партизанских отрядов из болгар, сражавшихся в рядах НОАЮ.
23 июля 1944 правительство Болгарии приняло решение о использовании войск против партизан, крупные наступательные операции было запланировано начать в августе 1944 года.
26 августа 1944 года Политбюро ЦК БРП приняло директиву № 4 о непосредственной подготовке к вооружённому народному восстанию.
3 сентября 1944 года в ходе наступательной операции жандармы сумели окружить часть 2-й Родопской партизанской бригады, но после того, как стало известно, что 5 сентября 1944 года СССР объявил войну Болгарии, операция прекратилась и жандармы отступили.
8 сентября 1944 года ЦК БКП отдал приказ партизанским отрядам спуститься с гор и присоединиться к восстанию. В этот день Габровский партизанский отряд вступил в бой с тырновским гарнизоном, направленным для подавления восстания в Габрово. В этот же день Среднегорская партизанская бригада им. Христо Ботева (которая заняла 7 сентября 1944 года село Розовец) начала выдвижение к Пловдиву.
Также, 8 сентября 1944 года в Софии состоялась встреча представителей руководства БКП с армейскими офицерами, на котором был рассмотрен вопрос о вооружённом выступлении в столице.
Восстание началось в ночь с 8 на 9 сентября 1944 года, в Софии на сторону восставших сразу же перешли солдаты одного батальона 1-го пехотного полка, одного батальона инженерного полка и саперно-штурмового батальона), позднее к ним присоединились танкисты.
В этот день только что созданная из партизанских отрядов 1-я Софийская партизанская дивизия заняла Цариброд, Перник, Радомир и Кюстендил; другие боевые группы заняли железнодорожную станцию Мездра — чтобы предотвратить возможность переброски в столицу немецких войск.
В общей сложности, с 6 по 8 сентября 1944 года болгарские партизаны заняли 164 населённых пункта.

## Организационная структура
Для организации вооружённой борьбы в июне 1941 года при ЦК БРП была создана Центральная военная комиссия во главе с Христо Михайловым. Летом 1941 года начали свою работу военные комиссии при всех подпольных окружных комитетах партии.
В ноябре 1941 года в составе военной комиссии были произведены изменения, комиссию возглавил полковник Цвятко Радойнов, в её состав вошли Антон Иванов, Атанас Романов и Никола Вапцаров.
В апреле 1943 года Центральная военная комиссия была реорганизована в Главный штаб Народно-освободительной повстанческой армии, а территория Болгарии была разделена на 12 партизанских (повстанческих) оперативных зон.
- 1-я партизанская оперативная зона (Софийская область);
- 2-я партизанская оперативная зона (Пловдивская область);
- 3-я партизанская оперативная зона (Пазарджикская область);
- 4-я партизанская оперативная зона (Горна-Джумая и окрестности);
- 5-я партизанская оперативная зона (Старозагорская область);
- 6-я партизанская оперативная зона (Сливенская область);
- 7-я партизанская оперативная зона (Хасковская область);
- 8-я партизанская оперативная зона (Горна-Оряховица и окрестности);
- 9-я партизанская оперативная зона (Шуменская область);
- 10-я партизанская оперативная зона (Варненская область);
- 11-я партизанская оперативная зона (Плевенская область);
- 12-я партизанская оперативная зона (Врацкая область).

Есть сведения о существовании 13-й партизанской оперативной зоны на территории современной Русенской области, однако по сравнению с другими областями Болгарии там не было большой активности со стороны партизан.

### Общая численность
В общей сложности, в антифашистском сопротивлении в Болгарии принимало участие 18 300 партизан, 12 300 членов боевых групп и до 200 тыс. добровольных помощников («ятаков»), сторонников и сочувствующих.
Летом 1944 года в состав Народно-освободительной повстанческой армии входили 9 партизанских бригад, 35 батальонов и отрядов, 2 четы и несколько небольших боевых групп.
По состоянию на начало сентября 1944 года в состав Народно-освободительной повстанческой армии входили 1 партизанская дивизия, 9 партизанских бригад и 37 партизанских отрядов и боевых групп.
В боях с правительственными и немецкими войсками, а также в результате пыток и казней, с 1941 по 1944 годы погибли 9140 партизан и 20070 «ятаков» (помощников и сторонников) и просто сочувствовавших партизанам местных жителей. За «революционную деятельность» с января 1942 по сентябрь 1944 года были арестованы 64 345 человек, прошли через концлагеря 31 250 человек, приговорены к смерти 12 461 человек, казнены 1590 человек.

## Основные формы деятельности сопротивления
Антифашистское и антинацистское сопротивление в Болгарии включало в себя различные формы деятельности.
- Партизанские отряды атаковали находившиеся в Болгарии подразделения Вермахта, разрушали железные дороги и другие военные коммуникации, вели бои с подразделениями болгарской полиции и жандармерии, занимались диверсионной деятельностью (в частности, проводили акции по уничтожению продукции, предназначенной для Вермахта и германской промышленности — продуктов питания, зимней одежды, лесоматериалов и пр.)[36].
- Боевые группы БКП убивали гитлеровцев и их болгарских пособников, организовывали диверсии и акты саботажа на военных заводах и других стратегических объектах.
- Активисты подпольных организаций участвовали в разведывательной деятельности, ведении агитации, саботаже и организации диверсий, снабжении партизанских отрядов и боевых групп, служили связными и курьерами.
- Сторонники и сочувствующие («ятаки») оказывали помощь участникам движения Сопротивления.

В период с начала июня до конца ноября 1941 года партизанами и подпольщиками было совершено 69 операций (вооружённых нападений, диверсий и актов саботажа); в период с начала декабря 1941 года до конца декабря 1942 года — 452 операции; в течение 1943 года — 1606 операций, в период с начала апреля до конца августа 1944 года — ещё 1909 операций.
Значительные успехи были достигнуты в политической работе с личным составом болгарской армии: уже в конце 1941 года подпольные организации были созданы в Союзе офицеров запаса и ряде гарнизонов (в Пазарджике, Видине, Сливене, Ямболе, Шумене, Старой Загоре, Плевене, Хаскове); к началу 1942 года политическая работа велась во всех крупных воинских частях болгарской армии, а в 1943 году в армии насчитывалось 2902 членов БРП и РМС. В результате, в 1942 году на сторону партизан перешло 633 военнослужащих, в 1943 году — 667 военнослужащих, в период с начала января до конца июня 1944 года — 966 военнослужащих. В общей сложности, в период с начала июня 1941 года до 9 сентября 1944 года на сторону партизан перешло 3 тысячи военнослужащих болгарской армии. В то же время, имели место потери: только в период с начала июня 1941 года до конца декабря 1942 года состоялись 76 военно-судебных процессов, в ходе которых были осуждены 414 военнослужащих болгарской армии — участников антифашистского сопротивления, 27 из них были расстреляны.
Уже в 1941 году для охраны военных грузов, складов и объектов железнодорожной инфраструктуры на территории Болгарии немецкое военное командование было вынуждено создать службу немецкой военной железнодорожной охраны.
Для охраны военных объектов и коммуникаций (морских портов Варна и Бургас, 16 аэродромов, железнодорожных станций и магистралей, линий связи), а также мест постоянной дислокации немецких воинских частей в Болгарии немецкое военное командование было вынуждено отвлечь достаточно крупные силы (по состоянию на 20 июня 1941 года, общая численность немецких войск в Болгарии составляла 10 тыс. военнослужащих, к началу января 1944 года общая численность немецких войск в Болгарии составляла 19,5 тыс. военнослужащих, а в дальнейшем была ещё более увеличена). По состоянию на 5 сентября 1944 года на территории Болгарии насчитывалось 30 тыс. немецких военнослужащих.
Кроме того, в 1941—1944 годы болгарскими партизанами было освобождено из мест заключения и эшелонов 400 советских военнопленных и советских граждан, угнанных на принудительные работы в Германию (и хотя многие из них были впоследствии вновь схвачены полицией и жандармами, оставшиеся выжили на нелегальном положении, а 68 человек принимали участие в партизанской борьбе).
- ещё 50 советских граждан, бежавших из эшелонов на территории Болгарии, но задержанных и собранных под стражей в монастыре «Свети Кирик» в районе Арсеновграда, были спасены от передачи немецким властям в июле 1944 года. Получив информацию о готовящейся передаче задержанных, болгарские коммунисты передали её третьему секретарю посольства СССР в Болгарии Яковлеву, который сумел убедить правительство Болгарии не передавать заключенных немецким властям (как «склонных к побегу», их должны были отправить в концлагерь) и улучшить условия их содержания. В сентябре 1944 года все они были освобождены[49].

### Разведывательная деятельность
Разведывательные группы передавали сведения о численности и расположении германских войск в Болгарии, военных объектах и общественно-политической обстановке в стране. Руководителями этих групп были болгарские интеллигенты и военные, дружественно настроенные к СССР — генералы Владимир Заимов и Никифор Никифоров, Александр Пеев (Боевой) и Элефтер Арнаудов.
- Разведывательная организация Пеева привлекала к сотрудничеству не только военных, но и высших дипломатических и государственных чиновников, от которых советская разведка получала важную информацию[51]. Среди лиц, предоставлявших информацию, были генерал болгарской армии Никифор Никифоров (Журин) и дипломат Янко Пеев. За время работы А. Пеев передал свыше 400 радиограмм, но 15 апреля 1943 года во время сеанса связи был запеленгован и арестован радист группы Эмил Попов, а 17 апреля 1943 года был арестован и А. Пеев, его расстреляли 22 ноября 1943 года[52]
- Владимир Заимов (Азорский) начал разведывательную деятельность в интересах СССР в январе 1939 года, позднее руководил разведывательной сетью с филиалами в других государствах Центральной Европы, в том числе в Германии, Словакии, Турции и на территории оккупированной Греции. Его сообщения советскому Центру содержали важнейшую информацию о решениях гитлеровского командования. 23 марта 1942 года он был арестован болгарской полицией, осуждён военным трибуналом и 1 июня 1942 года — расстрелян[53].
- Элефтер Арнаудов (Аллюр) руководил разведывательной группой, объединявшей военнослужащих и гражданских служащих болгарских военно-воздушных сил. 2 апреля 1943 года он был арестован, а 14 октября 1943 года члены разведгруппы — Э. Арнаудов, Никола Бонев и Страшимир Анастасов были расстреляны.
- в феврале 1943 года в Пловдиве болгарскими спецслужбами была разгромлена разведывательная группа Гино Стойнова. Стойнов сумел скрыться и выйти к партизанам (он погиб в 1944 году), но другие члены группы (Зара Стойнова Георгиева, Стойко Георгиев Стойнов, Свобода Анчева, Дирас Бедрос Канонян и Михаил Карагеозов) были арестованы. С. Анчева выжила, она была освобождена из тюрьмы 8 сентября 1944 года[54].

### Боевые операции и диверсии
- 22 августа 1941 в Варне боевая группа Г. Григорова сожгла 7 цистерн с бензином, предназначенных к отправке для немецкой армии; в Софии боевая группа П. Усенлиева организовала крушение товарного поезда с грузами для немецкой армии[55]. Кроме того, в течение 1941 года боевые группы организовали крушение немецких военных эшелонов в районе городов Драгоман, Червен Бряг и Стара Загора[56]
- 22 сентября 1941 группа рабочих лесопильной фабрики в Доспате сожгла лесоматериалы, подготовленные для вывоза в Германию (на сумму 1,2 млн. левов) и здание фабрики[55].
- 28 сентября 1941 коммунист Леон Таджер инициировал пожар на нефтеперегонном заводе в Русе, сгорели несколько цистерн с бензином, предназначенных к отправке для частей немецкой армии на Восточном фронте[55], ударом ножа был ранен 1 немецкий солдат-охранник[57].
- 19 сентября 1942 в Софии боевая группа Славчо Бончева (псевдоним «Радомирский») сожгла склад с дублёнками, изготовленными в Болгарии для частей вермахта, действовавших на Восточном фронте.
- в декабре 1942 года в Видине руководителем Видинской подпольной организации были сожжены около 70 тонн сена, заготовленного для немецких обозов[58]
- 20 марта 1943 — бой в Боздугановском лесу между партизанами и полицией
- в ночь на 1 апреля 1943 в Раднево партизаны сожгли фабрику «Вата» (производившую вату, марлю, бинты и иные перевязочные материалы для немецких войск на Восточном фронте)[59]
- 25 ноября 1943 партизанский отряд им. Георгия Бенковского занял село Княз-Александрово (центр Белоградчиковой околии): разделившись на четыре группы, партизаны одновременно захватили здание общинной управы и полицейский участок, почтово-телеграфную станцию и мост через реку Арчар[60]
- 24 марта 1944 партизанский отряд им. Георгия Бенковского и партизаны из отряда «Чавдар» заняли Копривштице[61]
- 28-29 марта 1944 состоялся бой у села Балван
- 23 мая 1944 состоялась битва при Батулии
- 24 августа 1944 партизаны Рило-Пиринского отряда осуществили боевую операцию в Рильской долине
- 4 сентября 1944 у вершины Милевы скалы в Родопах партизаны отряда под командованием Методия Шаторова были атакованы армейскими частями (в бою погибли М. Шаторов и ещё 11 партизан отряда)[62]

В общей сложности, в период до 9 сентября 1944 года участниками антифашистского движения Сопротивления в Болгарии были уничтожены свыше 2,5 тыс. гитлеровцев и 7,5 тыс. болгарских фашистов.

### Саботаж
Активисты и подпольщики осуществляли саботаж на предприятиях, поставлявших продукцию для немецкой армии и в Третий Рейх:
- в качестве примера можно привести фабрики «Фортуна», «Тигр», «Захариян», «Оливер» и «Парен», на которых в результате актов саботажа выпуск готовой продукции снизился на 40-50 %[64].

### Организация акций протеста
Одной из самых масштабных и массовых акций протеста, организованных БРП(к) до начала активных действий Движения Сопротивления в Болгарии является Соболевская акция 1940 года.
В июле 1941 года была организована стачка рабочих на фабрике «Радио», однако после того, как полиция арестовала 10 активистов, стачка завершилась
В течение 1942 года в Варне были организованы две забастовки на судостроительном заводе «Кораловаг АД» и две забастовки на фабрике «Царь Борис»
В марте 1942 года в Трынской околии была организована стачка на шахте «Злата».
3 марта 1943 года, в день 65-й годовщины освобождения Болгарии русскими войсками от османского ига, перед дворцом Народного собрания в Софии состоялась антифашистская демонстрация, в которой приняли участие 2 тысячи человек.
4 сентября 1944 — проведён массовый митинг перед Судебной палатой в Софии.
6-7 сентября 1944 года состоялась забастовка рабочих Перника и Софии. Кроме того, в столице была проведена антифашистская демонстрация. В Пловдиве 6-7 сентября 1944 года бастовали рабочие табачной фабрики

### Пропагандистская деятельность
Руководство БРП придавало большое значение информационному сопровождению своей деятельности и работе с населением. Информационным обеспечением антифашистской деятельности, пропагандой и агитацией занимались многие участники движения сопротивления, их сторонники и сочувствующие. Пропаганда и агитация принимали различные формы, и если некоторые были почти легальными, то другие являлись запрещёнными и были связаны с немалым риском.
- 23 июля 1941 начала работу радиостанция «Христо Ботев», а 7 октября 1941 — радиопередатчик «Народен глас»;
- основным печатным изданием коммунистического сопротивления в Болгарии являлась газета «Работническо дело», которая с 19 мая 1934 по 9 сентября 1944 была запрещёна Законом о защите государства. Её издание, переписывание и распространение являлись уголовным преступлением, и карались тюремным заключением. Кроме того, выходили газеты «Народен другар», «Народен глас», «Истина», «Народен партизанин», «Партизанска борба»[70].

- в октябре 1942 года начался выпуск газеты «Патриот» и газеты «Отечествен фронт» — печатного издания Отечественного фронта.

- также выпускались отпечатанные на циклостиле, гектографе, пишущей машинке или написанные от руки листовки, воззвания и сводки Совинформбюро, тираж которых в среднем составлял от 100 до 1000 экземпляров[72].
- кроме того, широко использовались иные формы наглядной агитации: нарисованные от руки или выполненные с помощью трафарета плакаты и карикатуры; настенные рисунки и лозунги и т. д.

При Дирекции полиции было создано бюро «Пресса», которое выполняло функции цензуры, однако все меры против распространения нелегальных газет и листовок оказались малоэффективными.

## Участие граждан Болгарии в антифашистском сопротивлении стран Европы
Болгарские партизаны участвовали в партизанском движении на территории Югославии, здесь действовали:
- солдатский партизанский батальон «Христо Ботев» — был создан после того, как 14 декабря 1943 года на сторону НОАЮ перешло подразделение под командованием подпоручика Дичо Петрова (63 болгарских военнослужащих с 2 пулемётами, 61 винтовкой и 11 лошадьми);
- партизанский батальон «Савва Раковский» — был сформирован в составе 6-й Македонской партизанской бригады НОАЮ;
- солдатский партизанский батальон «Петко Напетов»
- солдатский партизанский батальон «Васил Петлешков»
- солдатский партизанский батальон «Васил Коларов»
- отряд «Дмитрий Благоев»

- кроме того, перешедшие на сторону НОАЮ болгарские военнослужащие воевали в составе Интернационального батальона НОАЮ.

После того, как Болгария перешла на сторону антигитлеровской коалиции и объявила войну Германии, командующим всеми партизанскими силами Болгарии на территории Югославии был назначен генерал Благой Иванов.
Граждане Болгарии принимали участие в советском партизанском движении на оккупированной территории СССР:
- Лилия Карастоянова воевала в партизанском соединении А. Ф. Фёдорова, в январе 1943 года во время немецкой антипартизанской операции «Клетте-2» она погибла в бою за селение Будище[75]. За проявленные в бою мужество и героизм, она была награждена орденом Отечественной войны (посмертно)[76].
- болгарин Асен Драганов воевал в партизанском отряде Д. Н. Медведева, был награждён орденом Красной Звезды. 30 ноября 1943 года он погиб в боевом столкновении с немецкими войсками[77].
- болгарин Добрин Димитров воевал на территории Белоруссии (с апреля по июнь 1942 года — в 1-й Белорусской партизанской бригаде М. Ф. Шмырёва, с июля 1942 — в 3-й Белорусской партизанской бригаде В. В. Мельникова)[78]
- выпускница 2-го Московского медицинского института Вера Павлова являлась врачом в партизанском отряде Д. Н. Медведева (за время нахождения в этом отряде она лично участвовала в 33 боях и выполнила 800 медицинских операций), а позднее — в партизанском отряде имени Богдана Хмельницкого[79]

Несколько десятков болгарских антифашистов участвовали в партизанском движении на территории Чехословакии, в 1944 году 50 болгар приняли участие в антифашистском восстании в Словакии. Большинство болгарских антифашистов, участвовавших в Словацком национальном восстании, составляли болгарские студенты, обучавшиеся в высших учебных заведениях Словакии. Ещё в 1940 году подпольная группа болгарских студентов установила контакты с антифашистами в Братиславе и начала издание журнала «Антифашист», после начала восстания летом 1944 года они воевали в Нитрянской партизанской бригаде (которой командовал Г. Д. Авдеев), действовавшей в окрестностях Златы Моравца, Топольчан и Нове Бани. Количество погибших болгарских партизан и подпольщиков на территории Словакии за весь период войны составило 20 человек (после войны им был установлен памятник на Вайянской набережной в Братиславе).
Болгары являлись участниками движения Сопротивления на территории Греции, несколько болгар были партизанами 81-го полка ЭЛАС.
Болгарин И. Попович был одним из участников подпольной организации БСВ, действовавшей в Мюнхене.
Борис Милев и ещё несколько болгар являлись участниками французского движения Сопротивления.
Болгарский коммунист Тодор Ангелов участвовал в бельгийском движении Сопротивления.
Никола Попов являлся участником польского антифашистского движения Сопротивления.
Болгарин по имени Борис (фамилия и личность остались не установлены) участвовал в итальянском движении Сопротивления, он воевал в составе партизанской бригады «Тундра», действовавшей в провинции Падуя и погиб в бою с фашистами 1 сентября 1944 года (в 1966 году по решению правительства Италии он был посмертно награждён медалью и почётной грамотой, которые передали представителям Болгарии).

## Участие граждан СССР в антифашистском сопротивлении в Болгарии

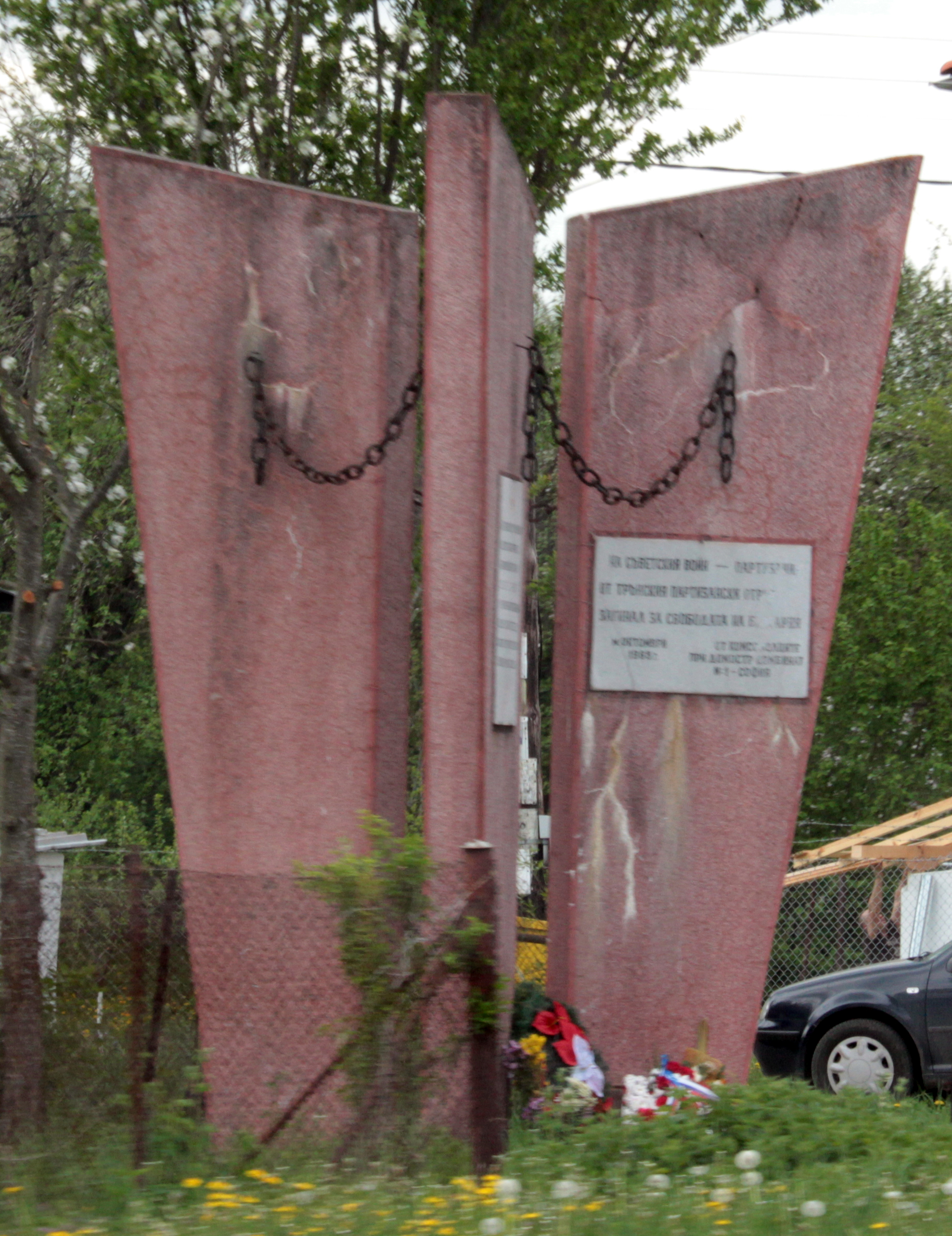
Памятник в селе Стрезимировци, одна из мемориальных плит на котором установлена погибшему советскому партизану Трынского партизанского отряда НОПА

В антифашистском движении сопротивления в Болгарии принимало участие 68 советских граждан, большинство которых являлись бывшими советскими военнопленными, бежавшими из концентрационных лагерей и мест заключения, а также ряд русских эмигрантов, проживавших в Болгарии.
Первым участником болгарского движения сопротивления из советских граждан стал сержант РККА И.М. Фонарев, который сражался в партизанском отряде «Чавдар». Несколько советских граждан — участников партизанского движения в Болгарии были награждены правительственными наградами Народной Республики Болгарии, а лейтенант И.З. Вальчук — орденом «За народную свободу, 1941—1944» II степени (посмертно).
Помимо советских граждан, в антифашистском движении Сопротивления в Болгарии принимали участие граждане других стран: в том числе, несколько сербов и чешский коммунист Иосиф Байер.

## Память, отражение в культуре и искусстве

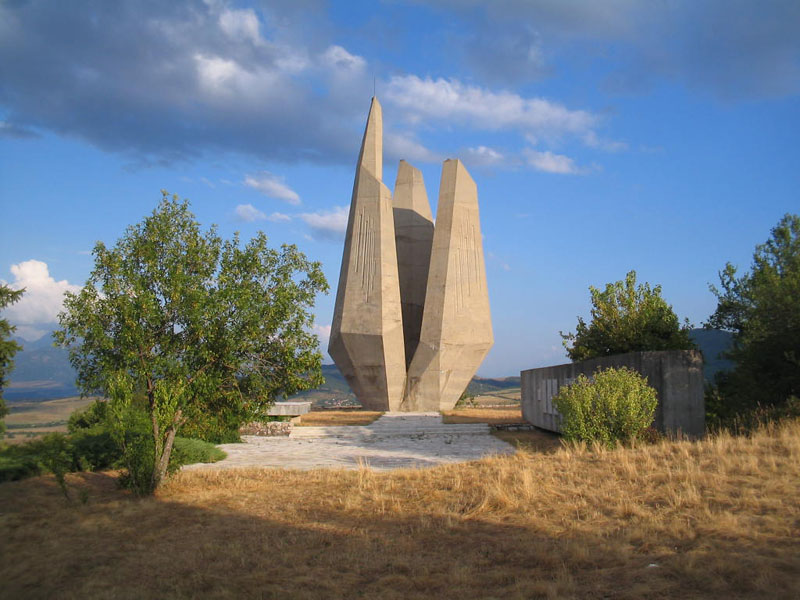
Памятник партизанам, погибшим в бою 25 июня 1944 года возле села Еремия

Антифашистское движение Сопротивления нашло отражение в культуре и искусстве Болгарии, на территории страны установлены памятники и мемориалы, событиям и участникам 1941—1944 гг. посвящены:
- песни: «Имала майка едно ми чедо», «Септемврийци», «Чавдарци», «Хей, поле широко», «Партизан за бой се стяга»…
- кинофильмы: «На каждом километре», «Чёрные ангелы», «Именем народа»…
- картины: Д. Гюдженов. «Партизаны сражаются с фашистскими войсками. Март 1944» и др.
- литературно-художественные произведения: книги, стихотворения и др.

В Народной Республике Болгарии ежегодно 1 июня проводилась «Торжественная заря», посвящённая памяти подпольщиков, партизан и военнослужащих Болгарской Народной армии, погибших в борьбе с фашизмом. В этот день проходили памятные мероприятия, к памятникам и могилам погибших возлагали цветы. В подразделениях Болгарской Народной армии перед строем зачитывали имена военнослужащих, погибших в 1944—1945 гг. в боях с немецкими войсками, после фамилии каждого погибшего строй отвечал — «Погиб в бою».
3 июля 1951 года в Вене была создана Международная федерация борцов сопротивления, объединявшая 55 организаций и ассоциаций бывших борцов Движения Сопротивления, партизан, бывших узников фашистских концлагерей, иных участников борьбы против фашизма и родственников жертв. Организации ветеранов болгарского движения Сопротивления участвовали в работе федерации.
В период после 1989 года ряд памятников был демонтирован, некоторые из них были перевезены в Софию и переданы на хранение негосударственной организации «Мемориал-99».
Болгарский антифашистский союз (Българския Антифашистки съюз) работает над созданием электронной базы данных («Списък на загинали партизани» и «Списък на загиналите в Съпротивата»), в которую должны быть поименно внесены участники антифашистского сопротивления в Болгарии.